# Ніловка (Нижньогородська область)
Ніловка (рос. Ниловка) — присілок в Большеболдинському районі Нижньогородської області Російської Федерації.
Населення становить 66 осіб. Входить до складу муніципального утворення Черновська сільрада.

## Історія
Від 2009 року входить до складу муніципального утворення Черновська сільрада.

## Населення
| 1999 | 2002 | 2010 |
| ---- | ---- | ---- |
| 68   | ↘64  | ↗66  |